# Лучища
Лу̀чища или Лю̀тища (произношение в местния говор Лу̀чишча, на гръцки: Κερασώνα, Керасона, до 1927 Λούτιστα, Лутиста) е село в Егейска Македония, Гърция, дем Хрупища, област Западна Македония.

## География
Селото се намира на 25 километра югозападно от демовия център Хрупища (Аргос Орестико), в южните склонове на планината Одре (Одрия). Църквата на Лучища е „Успение Богородично“, разположена на 1 km западно от слето. Гробищен храм е „Свети Йоан Предтеча“, разположен на 2 km северозападно от селото по пътя към Жиковищкия манастир.

## История

### В Османската империя
В края на XIX век Лучища е село в Костурска каза на Османската империя. Според статистиката на Васил Кънчов („Македония. Етнография и статистика“) в 1900 година Лучища има 90 жители българи.
Според Георгиос Панайотидис, учител в Цотилската гимназия, Зиковища (Ζηκόβιστα) заедно с Либишово (Λιμπίσοβον) и Лучища (Λουτσίστα) е част от Костенарията и в 1910 година в трите села има 130 „българогласни“ семейства. Според Панайотидис трите села са от старо време „българогласни“, но под влияние на женитбите в съседните гръцки села, в скоро време се очаквало погърчване като в Либешово елинизацията е била вече в последни фази.
На етническата карта на Костурското братство в София от 1940 година, към 1912 година Лучища е обозначено като гръцко селище. Според Георги Константинов Бистрицки Лучища преди Балканската война има 20 гръцки къщи.

### В Гърция
През войната селото е окупирано от гръцки части и остава в Гърция след Междусъюзническата война. В 1927 година селото е прекръстено на Керасона.
Селото пострадва силно по време на Гражданската война от нападения на проправителствени банди.
| Година    | 1913 | 1920 | 1928 | 1940 | 1951 | 1961 | 1971 | 1981 | 1991 | 2001 | 2011 | 2021 |
| --------- | ---- | ---- | ---- | ---- | ---- | ---- | ---- | ---- | ---- | ---- | ---- | ---- |
| Население | 126  | 100  | 89   | 107  | 72   | 56   | 37   | 23   | 11   | 6    | 2    | 1    |

## Личности
Родени в Лучища
- Пасхал Минов (Πασχάλης Μήνου), гръцки андартски деец, агент от ІІІ ред[8]
- поп Стерьо (Παπαστέργιος), гръцки андартски деец, агент от ІІІ ред[8]